# TAFKAL
TAFKAL (The Artists Formerly Known As Lama's) is een Nederlandse komediegroep en gelijknamig televisieprogramma. Het is het vervolg van De Lama's. De groep bestaat, net als De Lama's, uit Tijl Beckand, Jeroen van Koningsbrugge, Ruben van der Meer, Ruben Nicolai, en aangever Patrick Lodiers. TAFKAL is, volgens de groep zelf, op de naam na gelijk aan De Lama's.
In 2022, bijna veertien jaar na hun laatste voorstelling in 2008, luidden de heren hun terugkeer in met zowel een theatertour als een televisieprogramma. De tour, van 25 optredens in 15 steden, zou in eerste instantie starten op 4 februari 2022 in Zwolle, maar werd uitgesteld tot 19 maart 2022 in Gent. Wel gaf de groep in februari een privéoptreden in een huiskamer. Het tv-programma wordt uitgezonden via Videoland, en startte als zesdelig seizoen op 26 augustus 2022. Het tweede seizoen was beschikbaar vanaf 13 oktober 2023.
De groep gebruikt naast de naam De Lama's ook niet het logo en welbekende muziekje daarvan. De groep moest telkens de gebruiksrechten leasen bij BNNVARA. De naam kopen bleek onmogelijk. De Lama's is namelijk een van oorsprong Engels format, waardoor BNNVARA zelf te maken heeft met rechten van derden – een Britse partij – voor gebruik van de naam en het format. Van Koningsbrugge bedacht daarom de naam TAFKAL. Die is een verwijzing en knipoog naar Prince, die begin jaren 90 ruzie kreeg met de platenmaatschappij die zijn naam had laten vastleggen, en zijn naam wijzigde naar TAFKAP (The Artist Formerly Known As Prince).
Op 27 juni 2024 viert de groep live haar 20-jarig bestaan in de Ziggo Dome.